# Smrčná
Smrčná é uma comuna checa localizada na região de Vysočina, distrito de Jihlava.